# Abdul Amir Kabalan
Szejk Abdul Amir Kabalan (ur. 4 września 1936, zm. 4 września 2021) – duchowny szyicki, wiceprzewodniczący libańskiej Wyższej Rady Szyickiej.

## Życiorys
Abdul Amir Kabalan, syn szejka Mohammada Alego Kabalana urodził się w 1936 r. w Meis al-Dżabal, w południowym Libanie. W wieku 16 lat udał się do irackiego Nadżafu, gdzie podjął naukę prawa i teologii islamskiej w szkole, w której wykładali m.in. ajatollah Mohsen al-Hakim, Mohammad Taki al-Dżawahri, Abu al-Kassem al-Choi. W 1963 r. powrócił do Libanu. W 1994 r. został pierwszym zastępcą przewodniczącego Wyższej Rady Szyickiej, Mohammada Szams ad-Dina. 